# نبوءات الجائعين
نبوءات الجائعين ديوان شعر للكاتب الأردني أيمن العتوم ويعتبر من أشهر دواوينه الشعرية إذ إنه صدر بعد روايته المثيرة للجدل يا صاحبي السجن 